# بكتريا متحالفة
ميكروبات متحالفة (بالإنجليزية: Microbial Comsortium)‏ هي اثنان أو أكثر من المجموعات الميكروبية التي تعيش معاً بطريقة تكافلية. وهذه الميكروبات قد تكون متعايشة داخلياً أو متعايشة خارجياً. وقد كان يوهانس رينكه هو من قام بتقديم مبدأ الميكروبات المتحالفة لأول مرة عام 1872. وقد تم وضع هذا المصطلح قبل وضع مصطلح التعايش الذي تمت إضافته إلى علم الأحياء بعد ذلك بعدة سنين.